# Ford RS200

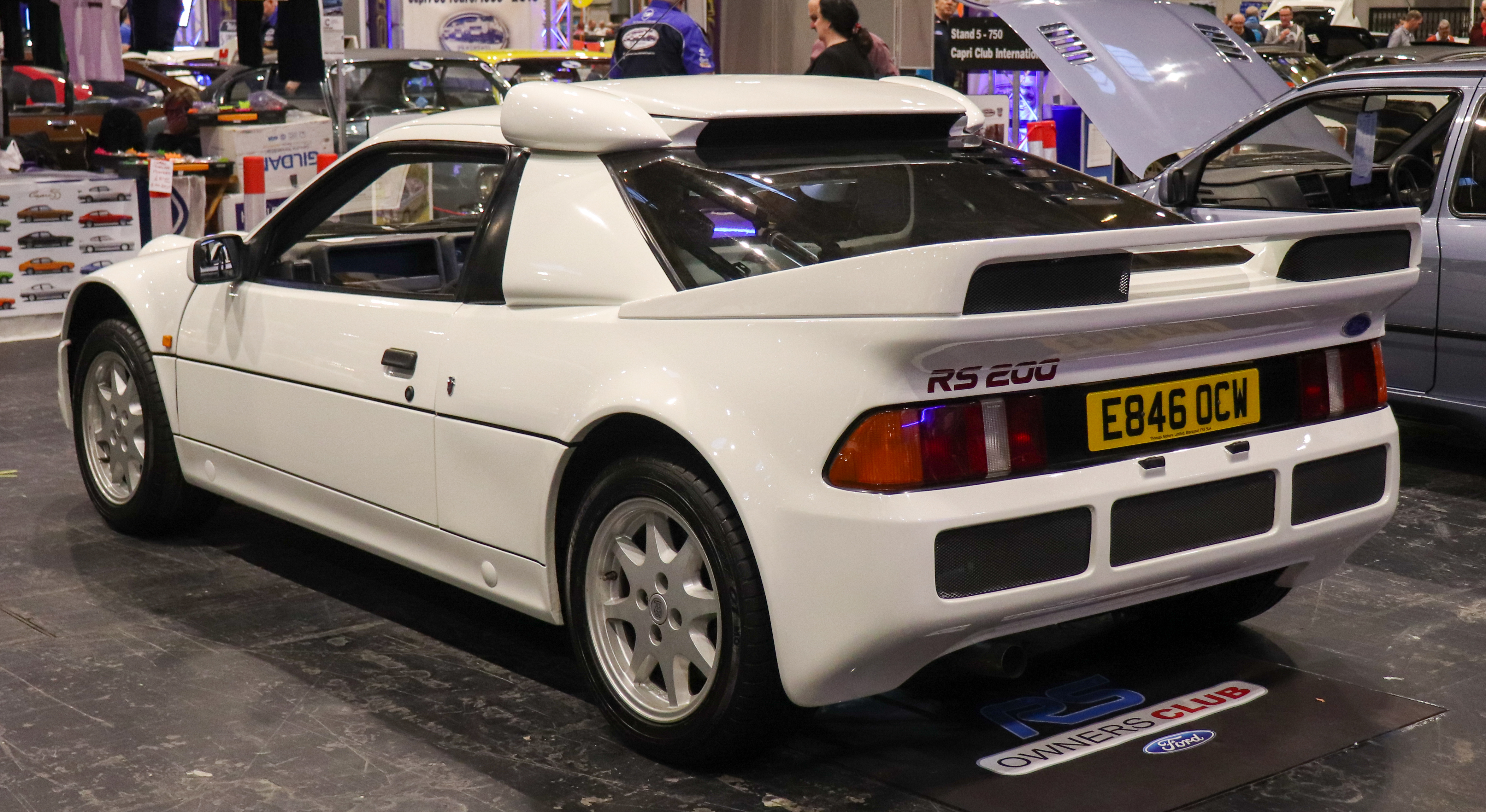

Ford RS200 — повноприводний спортивний автомобіль з центральним розташуванням двигуна, що вироблявся компанією Ford з 1984 по 1986 рік. Автомобіль Ford RS200 був розроблений для участі в чемпіонаті з ралі Групи B і відповідно до FIA правил омологації було виготовлено 200 дорожніх автомобілів Ford RS200. Автомобіль вперше показаний публіці на автосалоні в Белфасті.

## Двигуни
- 1.8 L Turbo Cosworth-BDT DOHC І4 250 к.с. при 6500 об/ха 292 Нм при 4500 об/хв (дорожна версія)
- 1.8 L Turbo Cosworth-BDT DOHC І4 374 к.с. (ралійний)
- 2.1 L Turbo І4 650 к.с. (ралійний)